# 1895 en mathématiques
| Années des mathématiques : 1892 - 1893 - 1894 - 1895 - 1896 - 1897 - 1898    |
| Décennies des mathématiques : 1860 - 1870 - 1880 - 1890 - 1900 - 1910 - 1920 |

Cet article présente les faits marquants de l'année 1895 en mathématiques.

## Événements
- Mai[1] : dans un article publié dans le Philosophical Magazine[2], le mathématicien néerlandais Diederik Korteweg et son élève Gustav de Vries présentent l'équation de Korteweg-de Vries, résultat de leurs travaux sur les ondes solitaires[3].
- Novembre : le mathématicien allemand Georg Cantor publie dans les Mathematische Annalen la première partie d'un article intitulé Beiträge zur Begründung der transfiniten Mengenlehre (« Sur les fondements de la théorie des ensembles transfinis », 1895 et 1897), sa dernière contribution à la théorie des ensembles[4],[5].

## Publications
- Heinrich Weber : Lechbuch der Algebra ( « Manuel d'algèbre »). Le mathématicien allemand formalise de la notion de corps .

## Naissances
- 20 janvier : Gábor Szegő (mort en 1985), mathématicien hongrois.
- 7 mars : Wilhelm Süss (mort en 1958), mathématicien allemand.
- 18 mars : Ion Barbu (mort en 1961), poète et mathématicien roumain.
- 20 mars : Stefan Kaczmarz (mort en 1939), mathématicien polonais.
- 1er avril : Alexander Aitken (mort en 1967), mathématicien néo-zélandais.
- 5 mai : Stefan Bergman (mort en 1977), mathématicien polono-américain.
- 6 mai : Julio Cesar de Mello e Souza alias Malba Tahan (mort en 1974), mathématicien et écrivain brésilien.
- 24 mai : Geneviève Guitel (morte en 1982), mathématicienne française.
- 2 juin : Tibor Radó (mort en 1965), mathématicien hongrois, émigré aux États-Unis.
- 3 juin : Marcel Bayard (mort en 1956), mathématicien français.
- 13 juillet : Trygve Nagell (mort en 1988), mathématicien norvégien.
- 11 août : Egon Sharpe Pearson (mort en 1980), mathématicien et statisticien britannique.
- 21 septembre : Joseph L. Walsh (mort en 1973), mathématicien américain.
- 5 octobre : Octav Mayer (mort en 1966), mathématicien roumain.
- 22 octobre : Rolf Nevanlinna (mort en 1980), mathématicien finlandais.
- 23 octobre : Hans Ferdinand Mayer (mort en 1980), mathématicien et physicien allemand.

## Décès

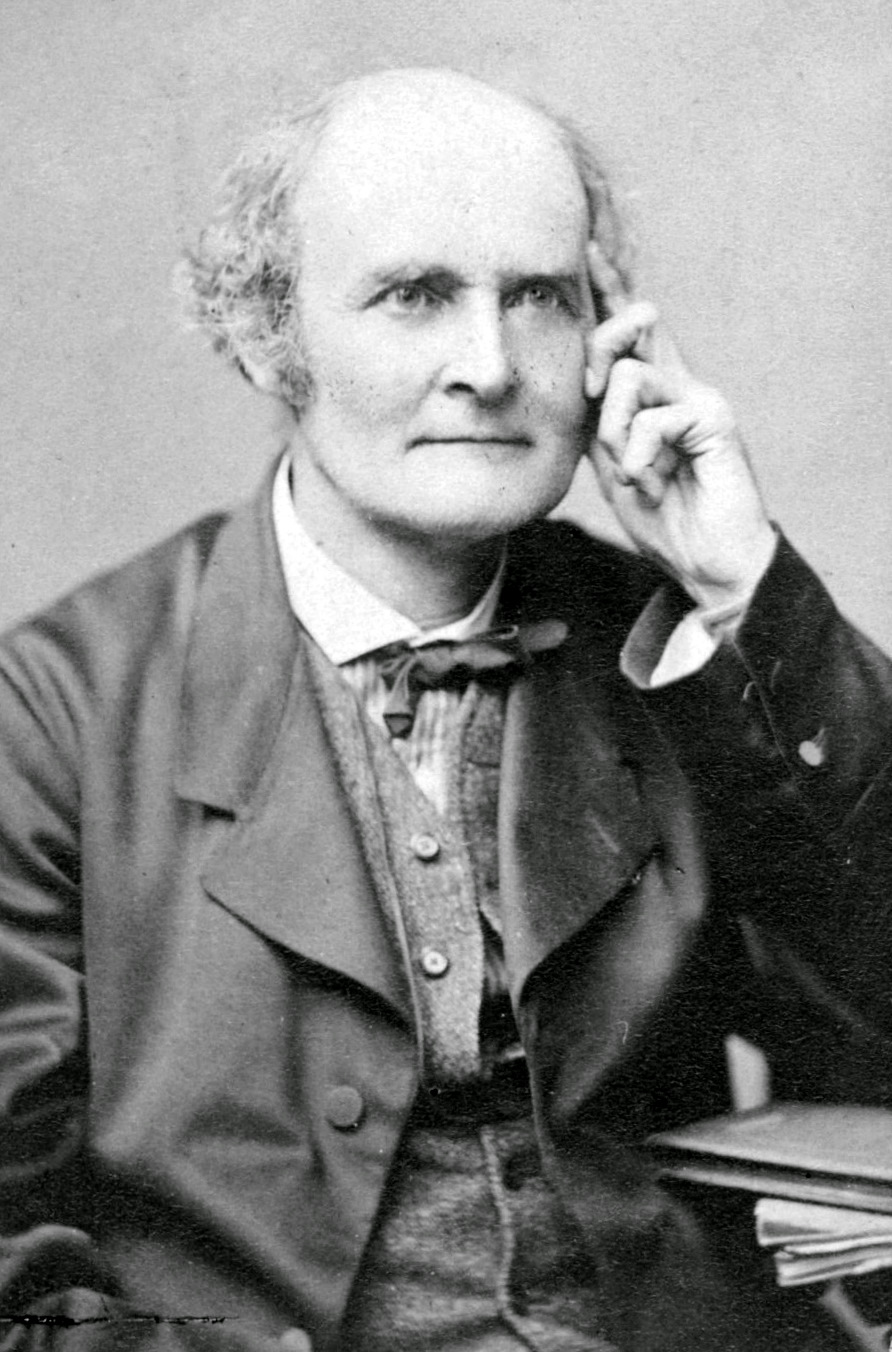
Arthur Cayley

- 26 janvier : Arthur Cayley (né en 1821), mathématicien britannique.
- 27 janvier : James Cockle (né en 1819), avocat et mathématicien anglais.
- 30 janvier : Fortuné Landry (né en 1799), mathématicien français.
- 3 février : Thomas Kirkman (né en 1806), mathématicien britannique.
- 11 mars : Ernst Meissel (né en 1826), mathématicien allemand.
- 20 mars : Ludwig Schläfli (né en 1814), mathématicien suisse.
- 19 avril : Léopold Armand Hugo (né en 1828), graphiste, sculpteur et mathématicien français.
- 23 mai : Franz Ernst Neumann (né en 1798), minéralogiste, physicien et mathématicien allemand.
- 12 août : David Bierens de Haan (né en 1822), mathématicien et historien des mathématiques néerlandais.
- 22 octobre : Rolf Nevanlinna (mort en 1980), mathématicien finlandais.